# IC 4886
IC 4886 је спирална галаксија у сазвјежђу Телескоп која се налази на листи објеката дубоког неба у Индекс каталогу.
Деклинација објекта је - 51° 48' 26" а ректасцензија 19h 43m 14,5s. Привидна величина (магнитуда) објекта IC 4886 износи 13,4 а фотографска магнитуда 14,2. IC 4886 је још познат и под ознакама ESO 232-18, AM 1939-515, AM 1941-515, IRAS 19392-5155, PGC 63555.